# E-knjižnica
E-knjižnice sastoje se od izvora dostupnih u digitalnom obliku kojima se može pristupiti lokalno (pohranjeni na hard disk) ili preko mreže (javne ili privatne).
Za razliku od digitalnih knjižnica, e-knjižnice ne sadrže cjelovite tekstove članaka i 
multimedija, već one više predstavljaju indeks relevantnosti, ručno odabrane linkove na World Wide Webu.

## Općenito
One sadrže određene pokaznice za odabir sadržaja kako bi se održala dosljednost kolekcije podataka. Odabir kategorizacije izvora informacija rukovodi stručnjak.
Kako izvori informacija bilježe sve veći porast na www, korisnici se suočavaju kada traže autoritativne i autentične informacije.
E-knjižnice mogu poslužiti i kao „vodič“ do izvora dostupnog na webu.Također vode korisnika do e-knjiga, e-časopisa, web siteova i multimedijskih sadržaja.
U njima korisnik može pronaći opise e-knjiga, recenzije od strane čitatelja, top10 najčitanijih i najpopularnijih, a može i kupiti knjigu.

## Google Book Search
Google Book Search radi na projektu skeniranja knjiga u suradnji sa sedam velikih knjižnica (Harvard University, The New York Public Library, Oxford University, Stanford University, The University of California, Universidad Complutense de Madrid i University of Michigan). Na tom projektu radi se od 2004. godine.

## Kako projekt izgleda
Klikom na search results otvara se Snippet View koji pokazuje informacije o traženoj knjizi, ali i nekoliko rečenica o traženom terminu u kontekstu.Može se pogledati i Sample Pages View ili čak Full book view. Kako mnoge knjige dolaze od autora i izdavača koji sudjeluju u ovom projektu, na njima je da odluče koja količina teksta će se nalaziti na Google Book Searchu (od nekoliko stranica do cijele knjige).
Na Buy this Book knjiga se može kupiti.

## Cilj projekta
Cilj je pomoći ljudima da pronađu određene knjige, pogotovo one koje ne bi mogli naći na drugi način, a pritom se poštuju autorova i izdavačeva prava. Krajnji cilj je rad s izdavačima i knjižnicama kako bi se dobio opsežan, virtualni katalog svih knjiga na svim jezicima.

## Kritike Google book searcha
Od samog početka (2004.), program se je suočio s kontroverzama u vezi s nepoštivanjem autorskih prava zbog čega je podnesena i sudska tužba. Od tada program je bio odgađan, a i zbog njihovog jednostranog pristupa nastala je odbojnost prema njima od strane autora i izdavača.
Također mu se zamjera što ne sadrži mnoge knjige iz 20. stoljeća, kao ni one najnovije.
Google nudi vrlo malo informacija o ovom projektu, a ne navodi ni sve partnere i izdavače koji sudjeluju u ovom projektu.

## E-knjižnica projekt
Projekt e-knjižnica.com bavi se distribuiranjem besplatnih e-knjiga, čiji su autori preminuli, ili od kojih imamo dopuštenje. Cilj je omogućiti svim ljudima besplatnu edukaciju. Naš san je da napravimo portal na kojem će ljudi moći postavljati i razmjenjivati literaturu, te omogućiti besplatne knjige svim ljudima koji nisu u dobrom imovinskom stanju.